# Luke Chadwick
Luke Chadwick, engelsk fotbollsspelare. Född den 18 november 1980 i Cambridge, England.
Har spelat i den engelska toppklubben Manchester United FC.

## Meriter
- Premier League: Guld (2000/01)

| "Företrädd" av: Jesper Blomqvist | Nr. 15 i Manchester United 2001-2003 | "Efterträdd" av: Kleberson |